# Kveding
Kveding (van het Noorse kvad of kvede wat het reciteren van een gedicht op een ritmische en plechtige manier betekent) is het verzamelbegrip voor alle traditionele vocale muziek van Noorwegen. Veel van deze muziek stamt uit de Middeleeuwen. De kveding bestaat uit de stev (korte liedjes die uit vier lijnen stanza's bestaan) en ballades (lange - vaak epische - gezangen in dichtvorm). Aangenomen wordt dat op deze ballades ook gedanst wordt. Typisch voor de kveding is dat het altijd a capella, dat wil zeggen zonder instrumentale begeleiding ten gehore wordt gebracht.
1. ↑  (nb) Kjell Bitustøyl (26 februari 2021). kveding. Store norske leksikon.  Gearchiveerd van origineel op 5 september 2023.